# Eucrostes dominicaria
Eucrostes dominicaria är en fjärilsart som beskrevs av Achille Guenée 1858. Eucrostes dominicaria ingår i släktet Eucrostes och familjen mätare. Inga underarter finns listade i Catalogue of Life.